# Morti nel 1063
| Questa pagina contiene informazioni ricavate automaticamente dalle voci biografiche con l'ausilio del template Bio e di un bot. L'aggiornamento è periodico e automatico e ricostruisce completamente la pagina. Se manca una persona in questa lista, sei pregato di non aggiungerla, ma accertati piuttosto che la sua voce biografica contenga il template Bio e che i dati anagrafici siano correttamente compilati. Se il template Bio manca, inseriscilo tu stesso o, in alternativa, metti l'avviso {{tmp\|Bio}} che ne segnala la mancanza. Se i dati riportati sono sbagliati, correggi direttamente la voce biografica; le modifiche saranno visibili in questa lista entro pochi giorni. Per chiarimenti vedi il progetto biografie. La lista contiene solo le 13 persone che sono citate nell'enciclopedia e per le quali è stato implementato correttamente il template Bio. Pagina aggiornata al 18 ago 2025. |

- 21 marzo - Richeza di Lotaringia, nobildonna tedesca
- 30 aprile - Song Renzong, imperatore cinese (n. 1010)
- 8 maggio - Ramiro I d'Aragona, re
- 5 agosto - Gruffydd ap Llywelyn, sovrano gallese
- 3 settembre - Enrico II di Augusta, vescovo cattolico tedesco
- 11 settembre - Béla I d'Ungheria, sovrano ungherese
- 4 ottobre - Toghrul Beg, sultano
- 14 ottobre - Cynan ap Iago, nobile gallese (n. 1014)
- Costantino III di Costantinopoli, arcivescovo ortodosso bizantino
- Giuditta di Nantes, contessa
- Gotebaldo, patriarca cattolico tedesco
- Hacheza di Ballenstedt, badessa tedesca
- Sudislav Vladimirovič, nobile russo